# 布拉訥克
布拉訥克是土耳其的城鎮，由穆什省負責管轄，位於該國東部，面積1,689平方公里，海拔高度1,480米，主要農產品有甜菜、小麥和大麥，2008年人口20,889。
39°05′42″N 42°16′00″E / 39.095°N 42.2666666667°E